# Cheers
Cheers ist eine US-amerikanische Sitcom, die von 1982 bis 1993 produziert und beim US-Fernsehsender NBC ausgestrahlt wurde. Je nach Zählweise von Doppelfolgen und Specials hat sie zwischen 269 und 275 Folgen.

## Handlung
Das Cheers, eine kleine Bar in Boston, bildet die Bühne für unterschiedliche Charaktere: Der Barbesitzer Sam Malone, ein ehemaliger Baseballspieler, Frauenheld und trockener Alkoholiker, erlebt im Cheers mit seinen Angestellten und Gästen Dinge des „alltäglichen“ Lebens. Die Angestellten sind die temperamentvolle italienischstämmige Kellnerin Carla Tortelli und der naive Barkeeper Ernie Pantusso, genannt Coach, der später von dem ebenso einfältigen Woody Boyd abgelöst wird. Dazu kommt die Studentin Diane Chambers, die in der ersten Folge im Cheers von ihrem Verlobten verlassen und prompt von Sam als Bedienung angeheuert wird. Zu den Stammgästen gehören der besserwisserische Briefträger Cliff Clavin und der meist arbeitslose Buchhalter Norm Peterson. In späteren Folgen gesellen sich noch der Psychiater Dr. Frasier Crane sowie seine Frau Dr. Lilith Sternin-Crane, ebenfalls Psychiaterin, dazu. Zwischen Sam und Diane kommt es regelmäßig zu amourösen Komplikationen. Eine Krise in der Beziehung zu Diane veranlasst Sam dann auch, die Bar zu verkaufen. Bei Rebecca Howe, der neuen Geschäftsführerin, lässt Sam fortan keine Gelegenheit ungenutzt, um einen Annäherungsversuch zu unternehmen.

## Ableger und Querverbindungen
Von Cheers gab es zwei Ablegerserien, die an die Ursprungsserie anknüpften:
- Bei The Tortellis stand Carlas Ex-Mann Nick Tortelli (Dan Hedaya), der in sechs Folgen von Cheers mitgespielt hatte, im Mittelpunkt. Rhea Perlman spielte im Pilotfilm mit; George Wendt und John Ratzenberger in der Folge Frankie Comes to Dinner. The Tortellis lief 1987 nur 13 Folgen lang und war bislang noch nicht im deutschen Fernsehen zu sehen.
- Weitaus erfolgreicher war 1993, direkt nach dem Ende von Cheers, Frasier, bei der die Figur des Dr. Frasier Crane im Mittelpunkt steht. 2002 gab es in der Frasier-Folge Cheers zum Abschied ein Wiedersehen mit Cliff, Norm und Carla. Bereits zuvor hatten Sam, Woody und später auch mehrmals Diane Gastauftritte. Lilith tauchte als Frasiers Ex-Frau regelmäßig in der Serie auf. Bis zur Einstellung im Jahr 2004 entstanden 264 Folgen von Frasier. Im Jahr 2023 und 2024 wurde die Serie mit jeweils einer weiteren Staffel und insgesamt 20 Folgen fortgesetzt.[1]

Daneben traten Figuren aus Cheers bzw. deren Darsteller in weiteren Serien in Form von Crossovern auf:
- Ted Danson, Woody Harrelson, Rhea Perlman, George Wendt und John Ratzenberger liehen die Stimmen ihrer Figuren aus Cheers gleichnamigen Figuren in der Folge Angst vorm Fliegen (1994) der Zeichentrickserie Die Simpsons. Zuvor gab es eine Parodie des Cheers-Vorspanns und eine Diane Chambers nachempfundene Figur namens Colette (in der deutschen Fassung ebenfalls gesprochen von Madeleine Stolze) in der Folge Das Erfolgsrezept (1991).
- Gastauftritte in der Serie Überflieger hatten George Wendt und John Ratzenberger als Norm Peterson und Cliff Clavin (Der absolute Antiheld, 1990), Kelsey Grammer und Bebe Neuwirth als Frasier Crane und Lilith Sternin-Crane (Der Zug zum seelischen Wohlbefinden, 1992) sowie Kirstie Alley als Rebbecca Howe (Brian und die Prominenz, 1993).
- In der Folge Der Messias (im Original Cheers, 1985) der Serie Chefarzt Dr. Westphall spielten Rhea Perlman, John Ratzenberger und George Wendt ihre Figuren aus Cheers.

Durch Spin-offs, Crossover und Gastauftritte im Rahmen der jeweiligen Ablegerserien ist Cheers der Ursprung eines gemeinsamen Serienuniversums von Cheers, Chefarzt Dr. Westphall, The Tortellis, Überflieger, Frasier, Nachtschicht mit John, Caroline in the City, Friends, Joey, Verrückt nach dir und Seinfeld.

## Synchronisation

### Prost Helmut
In Deutschland startete Cheers im Jahr 1985 unter dem Titel Prost Helmut im ZDF. Die Synchronisation entsprach jedoch nicht dem Original und auch die Namen der Hauptfiguren wurden umbenannt: So hieß Sam Hubert Milbe, Diane war Diane Zimmerlinde, Norm wurde zu Helmut und Cliff zu Uwe. Für die deutsche Fassung, die bei der Arena Synchron in Berlin entstand, zeichnete Ivar Combrinck als Dialogautor und Synchronregisseur verantwortlich. Er lieh auch Ted Danson seine Stimme und sang das von ihm ins Deutsche übertragene Titellied. In dieser Version hatte die Serie nur mäßigen Erfolg und wurde bereits nach 13 Folgen eingestellt.
| Rolle             | Darsteller         | Synchronsprecher   |
| ----------------- | ------------------ | ------------------ |
| Hubert Milbe      | Ted Danson         | Ivar Combrinck     |
| Diane Zimmerlinde | Shelley Long       | Cornelia Meinhardt |
| Carla             | Rhea Perlman       | Renate Danz        |
| Rudi              | Nicholas Colasanto | Wolfgang Gruner    |
| Helmut            | George Wendt       | Andreas Mannkopff  |
| Uwe               | John Ratzenberger  | Gudo Hoegel        |

#### Titellied (Deutsche Version)
„Den Alltagsärger überstehen, kostet sehr viel Kraft.

Wer Stunden hart geschuftet hat, ist jedesmal geschafft.

Wer spannt dann nicht gern mal aus?

Ja dann sucht man sich ein Lokal, wo man sich wie zu Hause fühlt

und seinen Kummer runterspült.

Freunde treffen, reden, trinken und trotz aller Sorgen

fröhlich sein bis in den frühen Morgen.

Diskussionen, Streit, Versöhnung – in vertrautem Rahmen.

Jeder wird hier gleich begrüßt mit Namen.“

### Cheers
Erst zehn Jahre später, in den Jahren 1995 und 1996, zeigte RTL sämtliche Episoden in einer überwiegend originalgetreuen Synchronfassung unter dem Titel Cheers. Die deutsche Bearbeitung erfolgte durch das Unternehmen Plaza Synchron in München. Holger Twellmann und Matthias von Stegmann führten Dialogregie und verfassten neben Hans-Peter Kaufmann die Dialogbücher.
Auch in dieser Synchronfassung gibt es stellenweise kleinere Abweichungen vom Original. In der Folge Ein Halbgott als Bruder, Teil 1 (Originaltitel: Showdown, Part 1) bestellt Carla an der Bar zweimal Edelstoff, ein damals nur in Bayern bekanntes Bier, in der Originalfassung handelt es sich jedoch, wie auch im Bild erkennbar, um das international verbreitete Löwenbräu. In Der betörende Widerling (An American Family) wurde Oliver Wendell Holmes zu „Matlock junior“, dabei gab es diese Fernsehserie zum Zeitpunkt der US-Erstausstrahlung noch gar nicht. Während Sam in der Folge The Magnificent Six über Curly aus der Komikertruppe The Three Stooges lästert, ist es in der synchronisierten Fassung mit dem Titel Sex fürs Vaterland die Figur Al Bundy aus der Fernsehserie Eine schrecklich nette Familie, die ebenfalls von Rüdiger Bahr gesprochen wird. In der Folge Dianes Rückkehr, Teil 1 spendiert Sam seinen angeblich besten Champagner, „die Flasche mit dem Rotkäppchen drauf“, im Original spricht er von einer Flasche mit den Flintstones (Familie Feuerstein). An anderer Stelle in dieser Folge ist abweichend vom ursprünglichen Script von den Drehbuchautoren H.P. Kaufmann, H.O.T. Wellmann und Matthew Stegmann die Rede, eine Anspielung auf die Verantwortlichen der deutschen Synchronfassung.
| Hauptrolle               | Darsteller         | Synchronsprecher                                              |
| ------------------------ | ------------------ | ------------------------------------------------------------- |
| Sam Malone               | Ted Danson         | Rüdiger Bahr                                                  |
| Diane Chambers           | Shelley Long       | Madeleine Stolze                                              |
| Carla Tortelli           | Rhea Perlman       | Angelika Bender                                               |
| „Coach“ Ernie Pantusso   | Nicholas Colasanto | Norbert Gastell                                               |
| Woody Boyd               | Woody Harrelson    | Tobias Lelle                                                  |
| Norm Peterson            | George Wendt       | Peter Musäus                                                  |
| Cliff Clavin             | John Ratzenberger  | Gudo Hoegel                                                   |
| Rebecca Howe             | Kirstie Alley      | Sibylle Nicolai                                               |
| Dr. Frasier Crane        | Kelsey Grammer     | Randolf Kronberg                                              |
| Dr. Lilith Sternin-Crane | Bebe Neuwirth      | Kornelia Boje                                                 |
| Wiederkehrende Rolle     | Darsteller         | Synchronsprecher                                              |
| Paul Krapence            | Paul Willson       | Michael Rüth                                                  |
| John Allen Hill          | Keene Curtis       | Joachim Höppner                                               |
| Kelly Gaines             | Jackie Swanson     | Claudia Lössl                                                 |
| Mr. Gaines               | Richard Doyle      | Berno von Cramm                                               |
| Robin Colcord            | Roger Rees         | Martin Umbach                                                 |
| Evan Drake               | Tom Skerritt       | Klaus Kindler                                                 |
| Eddie LeBec              | Jay Thomas         | Walter von Hauff                                              |
| Nick Tortelli            | Dan Hedaya         | Tommi Piper                                                   |
| Loretta                  | Jean Kasem         | Simone Brahmann                                               |
| Anthony Tortelli         | Timothy Williams   | Matthias von Stegmann (Staffel 4) Gedeon Burkhard (Staffel 6) |
| Annie                    | Mandy Ingber       | Julia Haacke                                                  |
| Henrí                    | Anthony Cistaro    | Ziad Ragheb                                                   |

## Hintergrund

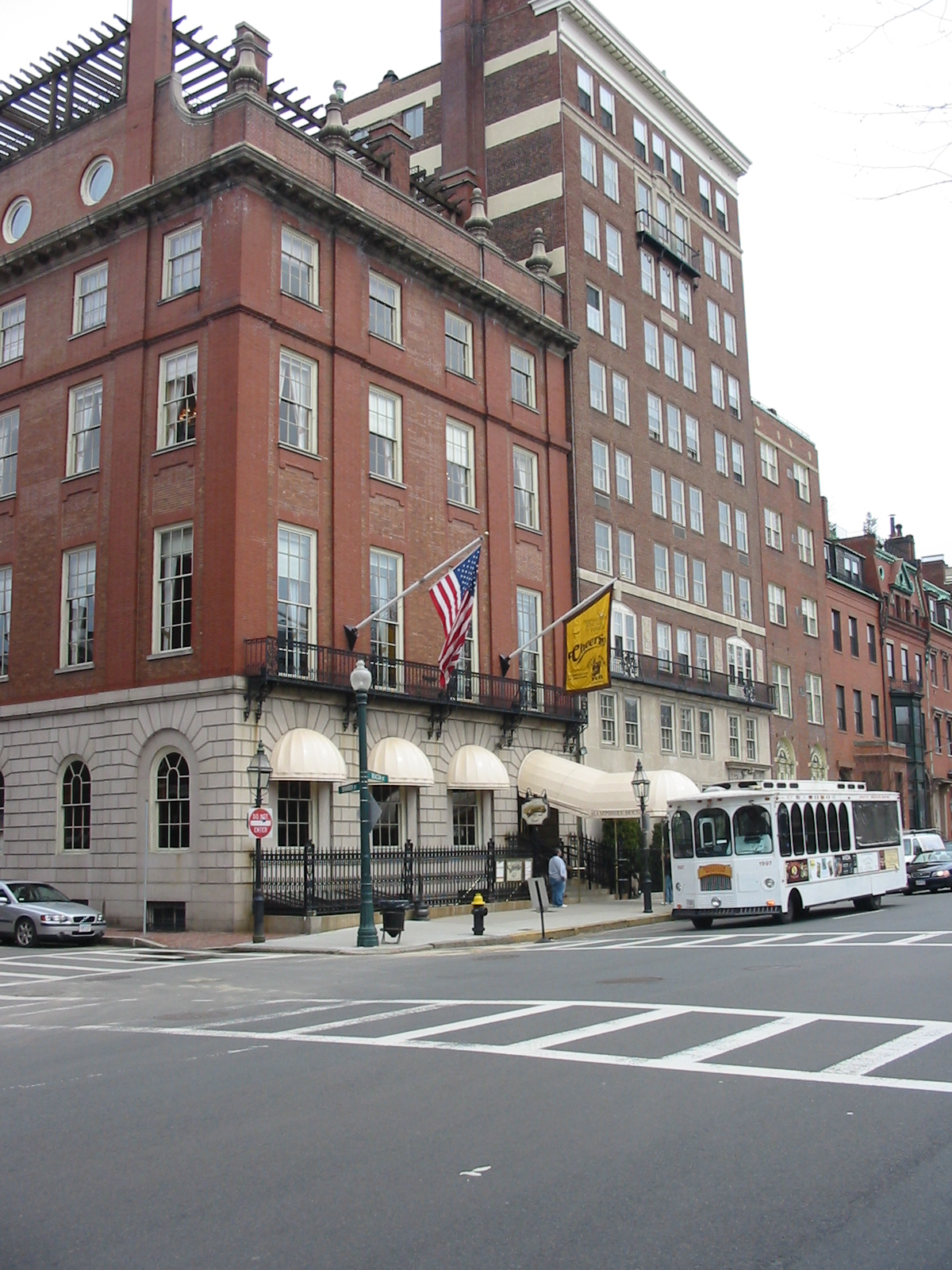
Das ehemalige Bull & Finch Pub, heute Cheers Beacon Hill; Aufnahme von 2005.

Das Gebäude, das im Vorspann und in vielen Zwischensequenzen der Serie als Cheers gezeigt wird, steht in der Beacon Street 84 in Boston. Es wurde 1969 als Bull & Finch Pub gegründet. Im Sommer 1981 besuchten das Drehbuchautoren-Paar Mary Ann und Glen Charles das Bull & Finch auf der Suche nach einer Kneipe als Inspiration für ihre neue TV-Serie. Bilder vom Interieur des Bull & Finch wurden später als architektonische Vorlage für das Filmset der Serie Cheers (Stage 25 in den Paramount Studios in Hollywood) verwendet. Das Cheers (Bull & Finch) in Boston weist zwar partiell Ähnlichkeiten mit dem Filmset der Serie Cheers auf, unterscheidet sich ansonsten jedoch von diesem. Das Bull & Finch Pub benutzt heute seinen ursprünglichen Namen nicht länger, aufgrund zahlreicher Missverständnisse seitens der Besucher und Touristen. Unter dem Namen Cheers wird es weiterhin als Bar und Restaurant geführt und gehört heute zu den zahlreichen Touristen-Attraktionen Bostons.
- Jede Folge beginnt mit einer ungefähr ein- bis zweiminütigen Szene, die häufig im direkten Zusammenhang zu der Folge steht, für den Verlauf der Geschichte aber meist nicht von Bedeutung ist. Auf die Pointe dieser Sequenz folgt der Vorspann.
- Ein Running Gag ist die Tatsache, dass Norm ständig durstig ist und jede Gelegenheit, Bier zu trinken wahrnimmt. Ein weiterer Running Gag besteht darin, dass er im Cheers (und in anderen Bars) meist mit einem lautstarken und vielstimmigen „Norm!“ begrüßt wird. Daraufhin fragt einer der Barkeeper nach dem Befinden oder Ähnlichem und Norman antwortet mit einem Gag. Diese Running Gags sind in den USA bekannt unter dem Namen „Normisms“. Zum Beispiel:
Coach: „Na Norm, wie ist das Leben zu dir?“
Norm: „Als hätte es mich mit seiner Frau im Bett erwischt!“[5]
- Kelsey Grammer, George Wendt und John Ratzenberger wurden ursprünglich nur für wenige Folgen verpflichtet.
- Sam Malone, Carla Tortelli und Norm Peterson sind die einzigen Figuren, die in jeder Folge von Cheers auftauchen.
- George Wendt ist darüber hinaus der einzige Darsteller, der dieselbe Figur – Norm Peterson – in sieben verschiedenen Fernsehserien spielte. Außerdem gehört John Ratzenberger zusammen mit Paul Fusco (der Originalstimme von Alf) und Richard Belzer (als Detective John Munch) zu den insgesamt nur drei Darstellern, die ihre Figuren in sechs verschiedenen Fernsehserien spielten.
- Die Figur Morn aus der Serie Star Trek: Deep Space Nine ist eine Hommage an die Figur des Norm aus Cheers. Morn ist Stammgast in der Bar Quarks. Der Name ist ein Anagramm von „Norm“.
- Woody Harrelson teilt mit der von ihm verkörperten Figur Woody Boyd nicht nur den Vornamen: Der Charakter stammt aus dem Ort Hanover (Indiana), in dem Woody Harrelson früher aufs College gegangen ist.
- Carla hat am Schluss der Serie acht Kinder von drei verschiedenen Männern (Nick Tortelli: Anthony, Ann Marie, Serafina, Jeno, Lucia/Dr. Bennett Ludlow: Ludlow/Eddie LeBec: Die Zwillinge Elvis und Jesse).
- Nicholas Colasanto („Coach“ Ernie Pantusso) verstarb unerwartet bei den Dreharbeiten der dritten Staffel, Episode Anfang oder Ende. Er wurde von Woody Harrelson mit eigener Rolle ersetzt.[6]

## DVD-Veröffentlichung und Streaming
Vereinigte Staaten
- Staffel 1 erschien am 20. Mai 2003
- Staffel 2 erschien am 6. Januar 2004
- Staffel 3 erschien am 25. Mai 2004
- Staffel 4 erschien am 1. Februar 2005
- Staffel 5 erschien am 17. Mai 2005
- Staffel 6 erschien am 13. September 2005
- Staffel 7 erschien am 15. November 2005
- Staffel 8 erschien am 13. Juni 2006
- Staffel 9 erschien am 29. April 2008
- Staffel 10 erschien am 2. September 2008
- Staffel 11 erschien am 27. Januar 2009
- Die komplette Serie erschien am 5. Mai 2015

Großbritannien
- Staffel 1 erschien am 24. November 2003
- Staffel 2 erschien am 7. Juni 2004
- Staffel 3 erschien am 6. September 2004
- Staffel 4 erschien am 18. Juli 2005
- Staffel 5 erschien am 27. November 2006
- Staffel 6 erschien am 14. Mai 2007
- Staffel 7 erschien am 18. Mai 2009
- Staffel 8 & 9 erschienen am 6. August 2012
- Staffel 10 & 11 erschien am 3. September 2012

Deutschland
- Staffel 1 erschien am 4. September 2008
- Staffel 2 erschien am 5. Februar 2009
- Staffel 3 erschien am 12. November 2009
- Staffel 4 erschien am 8. April 2010
- Staffel 5 erschien am 4. Oktober 2013
- Staffel 6 erschien am 3. Januar 2014
- Staffel 7 erschien am 3. April 2014
- Staffel 8 erschien am 3. Juli 2014
- Staffel 9 erschien am 4. Dezember 2014
- Staffel 10 erschien am 5. März 2015
- Staffel 11 erschien am 4. Juni 2015
- Die komplette Serie erschien am 19. November 2015

Die Serie ist zudem im Streamingdienst Paramount+ verfügbar.

## Auszeichnungen
Cheers ist eine der meistausgezeichneten Fernsehserien der amerikanischen Fernsehgeschichte.
- Die Serie wurde 117 Mal für einen Emmy nominiert und gewann 27 davon. Unter anderem wurde Cheers 1983, 1984, 1989, 1991 und 1992 als „Outstanding Comedy Series“ (herausragende Comedy-Serie) ausgezeichnet.
- Alle zehn Darsteller der Hauptfiguren erhielten Emmy-Nominierungen. Rhea Perlman und Ted Danson wurden in zehn von elf Jahren für einen Emmy nominiert. George Wendt erhielt sechs Nominierungen. Kirstie Alley, Shelley Long und Woody Harrelson wurden fünf Mal nominiert. Nicholas Colasanto erhielt drei Nominierungen, Bebe Neuwirth, John Ratzenberger und Kelsey Grammer jeweils zwei. Rhea Perlman gewann den Emmy dabei vier Mal, Bebe Neuwirth zweimal. Ted Danson, Shelley Long, Woody Harrelson und Kirstie Alley gewannen je einen Emmy.
- Insgesamt wurden 17 Darsteller aus Cheers für Emmys nominiert.
- Cheers erhielt 31 Golden-Globe-Nominierungen und gewann sechs Golden Globes, u. a. den für die Beste Comedy-Fernsehserie des Jahres 1991.